# جورج گرینویل
جورج گرینویل (انگلیسی: George Grenville; ۱۴ اکتبر ۱۷۱۲ – ۱۳ نوامبر ۱۷۷۰) یک سیاست‌مدار و تدوین‌گر اهل بریتانیا و نخست‌وزیر آن کشور بود.